# Georg Ludwig von Sinzendorf
Georg Ludwig von Sinzendorf, né le 17 juin 1616 à Isenburg et mort le 14 décembre 1681 à Vienne, est un homme d'État autrichien qui fut président de la Chambre de la Cour sous le règne de l'empereur Léopold Ier de Habsbourg.

## Biographie
Un membre de la noble famille Sinzendorf, barons depuis 1610, il est le fils de Pilgram von Sinzendorf et de son épouse Susana née von Trauttmansdorff.

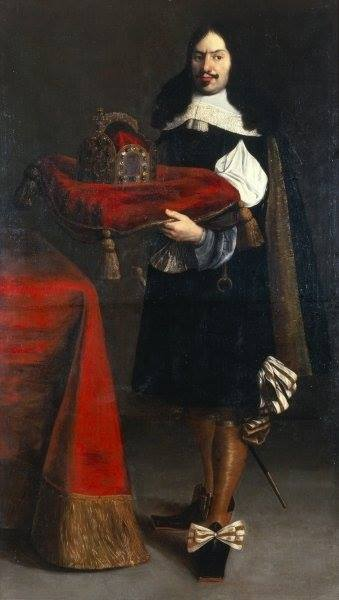
Georg Ludwig von Sinzendorf maintenant la couronne du Saint-Empire, portrait réalisé par Simon Peter Tilemann vers 1653.

Il est entré au service de la monarchie de Habsbourg sous l'empereur Ferdinand III et devient en 1646 vice-président de la Chambre de la Cour (Hofkammer), l'autorité fiscale centrale chargée de la collecte des impôts et des dépenses de la cour et de l'État. En 1648, l'année de la conclusion des traités de Westphalie, il a été nommé comte (Graf). En décembre 1653, il se convertit au catholicisme lors de la Diète d'Empire à Ratisbonne et se trouvait ainsi élevé au rang de comte du Saint-Empire (Reichsgraf). En 1656, il est nommé président de la Chambre de la Cour et expose l'état des finances à l'empereur Léopold Ier.
En 1654, il acquiert de la maison de Salm le comté impérial de Neuburg et fait agrandie le château de Neuburg sur l'Inn. Il a été marié depuis 1645 avec Regina Jörger von Tollet qui meurt en 1660. L'année suivante, il se remarie avec Dorothea Elisabeth (1645-1725), fille du duc Philippe-Louis de Schleswig-Holstein-Sonderbourg-Wiesenbourg, âgée de 16 ans. Après l'incendie de Passau en 1662, il fait reconstruire le couvent des Capucines. La même année, il achète Jaidhof et son château.
En raison de sa rapide ascension sociale, Sinzendorf se trouve face à des accusations de corruption. On le soupçonne de faire de la fausse monnaie dans le château de Wernstein. En 1679, l'empereur édite une ligne de conduite aux treize membres de la Hofkammer.
Un procès criminel est initié par un tribunal spécial contre Sinzendorf. En médiation, il accepte pour ne pas être accusé de parjure, d'un détournement de deux millions de florins, de fraude, de contrefaçon, de corruption, de rembourser cette somme. Après une grâce, il n'en paie que les trois quarts. Cependant il doit vendre ses biens pour payer l'amende. Christoph Ignaz Abele, qui contribua à sa chute, devient le nouveau président de la chambre des comptes.
Après la demande de son épouse Dorothea Elisabeth, il peut rester sur ses terres malgré la condamnation à l'exil. Son fils aîné  Christian Ludwig meurt à seize ans dans la bataille de Mohács en 1687, son deuxième fils Philipp Ludwig sera chancelier de Charles VI de Habsbourg.

## Source de la traduction
- (de) Cet article est partiellement ou en totalité issu de l’article de Wikipédia en allemand intitulé « Georg Ludwig von Sinzendorf » (voir la liste des auteurs).